# Partido Social Demócrata (Portugal)
El Partido Social Demócrata (en portugués: Partido Social Democrata; PPD/PSD o simplemente PSD) es un partido político portugués de centroderecha fundado el 6 de mayo de 1974 por Francisco Sá Carneiro, Francisco Pinto Balsemão y Joaquim Magalhães Mota bajo las siglas PPD. Fue legalizado en enero de 1975 y en 1977 cambió a su actual nombre.

## Historia
La facción socialdemócrata fue una de las principales corrientes ideológicas del partido en la época de su creación. A modo de curiosidad, el partido no recibió este apelativo desde su fundación porque unos días antes surgió otro partido con el nombre de Partido Cristiano Social Demócrata (que desapareció poco después). Su organización juvenil siempre se llamó Juventudes Socialdemócratas (JSD), desde su fundación en 1974.
Fue el primer partido político portugués en conseguir la mayoría absoluta parlamentaria después del 25 de abril, lo que ocurrió en las elecciones legislativas de 1987, liderado por Aníbal Cavaco Silva.
Posteriormente el PSD se ha mantenido también en primera línea, ya que ha llegado también a gobernar y a estar en la oposición.

## Actualidad
Desde 2018, el líder del partido es Rui Rio. Anunció su candidatura al liderazgo del PSD el 11 de octubre de 2017 en Aveiro. En las elecciones primarias del partido, realizadas el 13 de enero de 2018, se enfrentó al ex primer ministro Pedro Santana Lopes, al que venció con el 54 % de los votos de los militantes del PSD. Tomó posesión en el 37.º congreso del PSD, realizado en Lisboa, del 16 al 18 de febrero de 2018. Sucedió a Pedro Passos Coelho, que llevaba en el cargo desde 2010.
Desde hace casi 40 años, el PSD publica semanalmente el periódico Povo Livre (Pueblo libre).
Las tres flechas existentes en el símbolo del PSD, representan los valores fundamentales de la social-democracia: la libertad, la igualdad y la solidaridad.
En las elecciones legislativas celebradas el 4 de octubre de 2015, el PSD volvió a ganar las elecciones, en una coalición electoral con el CDS – Partido Popular, al obtener 38,6% y 107 diputados. A pesar de la victoria, la coalición de centro-derecha se pasó a la oposición, debido a un pacto de izquierdas, entre el PS, PCP, PEV e BE.
En las elecciones parlamentarias de 2019 obtuvo el segundo lugar con un 27,8% de los votos, disminuyendo su representación parlamentaria.

## Resultados electorales

### Elecciones generales[10]
| Fecha | Votos               | %                   | +/-                 | Diputados | +/- | Candidato                 | Resultado                   |
| ----- | ------------------- | ------------------- | ------------------- | --------- | --- | ------------------------- | --------------------------- |
| 1975  | 1 507 282           | 26,4 (2.º)          |                     | 81/250    |     | Francisco Sá Carneiro     | Asamblea Constituyente      |
| 1976  | 1 335 381           | 24,4 (2.º)          | 2,0                 | 73/263    | 8   | Francisco Sá Carneiro     | Oposición                   |
| 1979  | Alianza Democrática | Alianza Democrática | Alianza Democrática | 80/250    | 7   | Francisco Sá Carneiro     | Coalición con CDS-PP y PPM  |
| 1980  | Alianza Democrática | Alianza Democrática | Alianza Democrática | 82/250    | 2   | Francisco Sá Carneiro     | Coalición con CDS-PP y PPM  |
| 1983  | 1 554 804           | 27,2 (2.º)          |                     | 75/250    | 7   | Carlos Mota Pinto         | Coalición con PS            |
| 1985  | 1 732 288           | 29,9 (1.º)          | 2,7                 | 88/250    | 13  | Aníbal Cavaco Silva       | Gobierno en minoría         |
| 1987  | 2 850 784           | 50,2 (1.º)          | 20,3                | 148/250   | 60  | Aníbal Cavaco Silva       | Gobierno en mayoría         |
| 1991  | 2 902 351           | 50,6 (1.º)          | 0,4                 | 135/230   | 13  | Aníbal Cavaco Silva       | Gobierno en mayoría         |
| 1995  | 2 014 589           | 34,1 (2.º)          | 16,5                | 88/230    | 47  | Fernando Nogueira         | Oposición                   |
| 1999  | 1 750 158           | 32,3 (2.º)          | 1,8                 | 81/230    | 7   | José Manuel Durão Barroso | Oposición                   |
| 2002  | 2 200 765           | 40,2 (1.º)          | 7,9                 | 105/230   | 24  | José Manuel Durão Barroso | Coalición con CDS-PP        |
| 2005  | 1 653 425           | 28,8 (2.º)          | 11,4                | 75/230    | 30  | Pedro Santana Lopes       | Oposición                   |
| 2009  | 1 654 777           | 29,1 (2.º)          | 0,3                 | 81/230    | 6   | Manuela Ferreira Leite    | Oposición                   |
| 2011  | 2 159 742           | 38,7 (1.º)          | 9,6                 | 108/230   | 27  | Pedro Passos Coelho       | Coalición con CDS-PP        |
| 2015  | Portugal à Frente   | Portugal à Frente   | Portugal à Frente   | 89/230    | 19  | Pedro Passos Coelho       | Coalición con CDS-PP (2015) |
| 2015  | Portugal à Frente   | Portugal à Frente   | Portugal à Frente   | 89/230    | 19  | Pedro Passos Coelho       | Oposición (2015-2019)       |
| 2019  | 1,457,704           | 27,8 (2.º)          |                     | 79/230    | 10  | Rui Rio                   | Oposición                   |
| 2022  | 1,498,605           | 27,8 (2.º)          | Sin cambios         | 76/230    | 3   | Rui Rio                   | Oposición                   |
| 2024  | Alianza Democrática | Alianza Democrática | Alianza Democrática | 77/230    | 1   | Luís Montenegro           | Coalición con CDS-PP        |
| 2025  | Alianza Democrática | Alianza Democrática | Alianza Democrática | 88/230    | 11  | Luís Montenegro           | Coalición con CDS-PP        |

### Elecciones presidenciales[10]
| Fecha | Candidato apoyado          | 1.ª vuelta | 1.ª vuelta | 2.ª vuelta | 2.ª vuelta |
| Fecha | Candidato apoyado          | Votos      | %          | Votos      | %          |
| ----- | -------------------------- | ---------- | ---------- | ---------- | ---------- |
| 1976  | António Ramalho Eanes      | 2 967 137  | 61,6 (1.º) |            |            |
| 1980  | António Soares Carneiro    | 2 325 481  | 40,2 (2.º) |            |            |
| 1986  | Diogo Freitas do Amaral    | 2 629 597  | 46,3 (1.º) | 2 872 064  | 48,8 (2.º) |
| 1991  | Mário Soares               | 3 459 521  | 70,4 (1.º) |            |            |
| 1996  | Aníbal Cavaco Silva        | 2 595 131  | 46,1 (2.º) |            |            |
| 2001  | Joaquim Ferreira do Amaral | 1 498 948  | 34,7 (2.º) |            |            |
| 2006  | Aníbal Cavaco Silva        | 2 401 015  | 50,5 (1.º) |            |            |
| 2011  | Aníbal Cavaco Silva        | 2 231 603  | 53,0 (1.º) |            |            |
| 2016  | Marcelo Rebelo de Sousa    | 2 413 956  | 52,0 (1.º) |            |            |
| 2021  | Marcelo Rebelo de Sousa    | 2 533 799  | 60,7 (1.º) |            |            |

### Elecciones europeas[10]
| Fecha | Votos               | %                   | +/-                 | Diputados | +/-         | Alianza |
| ----- | ------------------- | ------------------- | ------------------- | --------- | ----------- | ------- |
| 1987  | 2 111 828           | 37,5 (1.º)          |                     | 10/24     |             | ELDR    |
| 1989  | 1 358 958           | 32,8 (1.º)          | 4,7                 | 9/24      | 1           | ELDR    |
| 1994  | 1 046 918           | 34,4 (2.º)          | 1,6                 | 9/25      | Sin cambios | PPE     |
| 1999  | 1 078 528           | 31,1 (2.º)          | 2,3                 | 9/25      | Sin cambios | PPE     |
| 2004  | Fuerza Portugal     | Fuerza Portugal     | Fuerza Portugal     | 7/24      | 2           | PPE     |
| 2009  | 1 131 744           | 31,7 (1.º)          |                     | 8/22      | 1           | PPE     |
| 2014  | Alianza Portugal    | Alianza Portugal    | Alianza Portugal    | 6/21      | 2           | PPE     |
| 2019  | 727 224             | 21,9 (2.º)          |                     | 6/21      | Sin cambios | PPE     |
| 2024  | Alianza Democrática | Alianza Democrática | Alianza Democrática | 7/21      | 1           | PPE     |